# Egipà
Ègipan o Egipà (grec antic: Αἰγίπαν, 'Pan-cabra') és un sobrenom del déu Pan que, segons la tradició, pot aparèixer també com a personatge independent i amb llegenda pròpia.
Higí el presenta com el fill de Zeus, el Déu suprem, que, juntament amb Hermes recuperaren els tendons del seu pare, separats i amagats, pel monstre Tifó.
Seguidament per poder escapar de Tifó, va haver de convertir-se en una barreja de cabra i peix. En aquest sentit, doncs, hom el pot identificar com la constel·lació de Capricorn.